# L'Ange vert
 L'Ange vert est un groupe français de musique celtique et rock, originaire d'Argenteuil, dans le Val-d'Oise. Leur style mêle diverses influences musicales telles que le jazz, le blues, les musiques du monde, le hard rock et les musiques de Bretagne (Alan Stivell, Tri Yann, Ar Re Yaouank).

## Histoire
L'Ange Vert est créé en 1989 par les frères Archan (Stéphane et Christophe) et Éric Vasse. Le groupe mélange déjà thèmes traditionnels et rock, chants de marins et danses bretonnes. Le groupe édite une première cassette auto-produite, Renaître ou disparaître, en 1993. Il est alors composé de 9 musiciens. Mais la formule est trop lourde et le groupe se stabilise bientôt à cinq (avec Eric Daniel et Bruno Rouillé).
En 1995, ils enregistrent leur premier CD, Le Sang des hommes, produit par le label Blue Silver. L'Ange-Vert puise son inspiration dans les traditions irlandaises et bretonnes, en utilisant le son du violon, des flûtes et bombardes, des uilleann pipes de Loïc Taillebrest. Grâce à une bonne énergie scénique, L'Ange-Vert connaît un franc succès partout où ils se produisent. Cela les amène dès 1996 à participer au 26e Festival interceltique de Lorient et Festival de Cornouaille de Quimper, ainsi que sur la scène du Bataclan à Paris.
Le deuxième album, Les Armes de Bretagne, est produit en 1997 par le label de rock progressif Musea. Les cinq musiciens défendent une vision nouvelle de la musique bretonne, qu'ils rappellent dans le premier morceau Les Armes de Bretagne, « être Breton ne s'inscrit pas uniquement dans une logique géographique, les exilés communiquent souvent la passion qui fait la force culturelle de la Bretagne ». Ainsi, l'album propose une combinaison traditionnel/moderne, exprimée dans différents thèmes comme la célèbre chanson qui suit, Me zo ganet e kreiz ar mor (« Je suis né au-milieu de l'océan ») de Yann-Ber Kalloc'h ou Sur les traces de John Silver.
Le troisième album studio, Tempête et châtiments, sort en 1999. Enchaînant les scènes, L'Ange Vert sort peu après un disque live, Vol de Nuit. Le groupe se sépare ensuite en 2001.
En avril 2021 le groupe propose une nouvelle version de l’album « Les Armes de Bretagne » sorti en 1997: Les enregistrements d’origine ont été retravaillés et remixés.
2025:  30 ans après leur premier album, l’Ange vert reprend le chemin du studio pour de nouveaux projets…

## Style musical
Pour Le Télégramme, le groupe « transporte le public avec leur fougue, mélangeant, avec une haute qualité musicale, des ballades inspirées de musique celtique et des bases rythmiques du rock, alternées avec des chants de marins. Deux soirées d'intensité musicale où ces Bretons d'Argenteuil ont su électriser une salle tout acquise à leur musique ».

## Membres

### Derniers membres
- Christophe Archan — batterie, percussions, tin whistle, chant
- Stéphane Archan — guitare électrique et acoustique/mandoline, chant
- Eric Vasse — chant, guitare acoustique
- Eric Daniel — basse
- Bruno Rouillé — harmonicas, bombarde, kan ha diskan

### Membres ponctuels
- Loïc Taillebrest — cornemuse écossaise, uilleann pipe
- Pierrick Lemou — violon
- Arnaud Soufflet — trombone, trompette

## Discographie
- 1992 : Renaître ou disparaître (cassette auto-distribuée)
- 1995 : Le Sang des hommes (Celtirock, Blue Silver, distribué par Ethnéa, Musidisc)
- 1997 : Les Armes de Bretagne (Celtirock, Musea, distribué par Ethnéa, Musidisc)
- 1999 : Tempête et Châtiments (Celtirock, Musea, distribué par Ethnéa, Musidisc)
- 2000 : Vol de nuit (live) (Celtirock/Musea)[6]
- 2021: Les Armes de Bretagne, 2021 remix (Celtirock)